# Museu Estação Ferroviária de Baturité
Inaugurada em 1882, no Reinado de D. Pedro II, a Estação Ferroviária de Baturité representa a importância econômica da região por onde a produção agrícola, principalmente café, tinha seu destino garantido à capital Fortaleza.

## História
A origem da Estação Ferroviária de Baturité remonta à construção de uma estação da linha férrea chamada "linha-tronco” ou “linha sul” pertencente à Rede de Viação Cearense. O prédio da Estação Ferroviária foi inaugurado no dia 2 de fevereiro de 1882, ainda no governo imperial de D. Pedro II. Está localizado em uma das principais praças do bairro Putiú. 
Ao lado do prédio, sobre um monumento, uma máquina Maria Fumaça, fora colocada nos festejos dos cem anos da Estrada de Ferro de Baturité. Ainda podem-se observar os antigos armazéns e as antigas linhas que serviam de para a manobra dos trens.

## Museu ferroviário
Atualmente, a Estação Ferroviária de Baturité funciona como Museu, onde são preservadas muitas peças das antigas máquinas e seus respectivos moldes (feitos em madeira). O Museu guarda também um belíssimo acervo de móveis antigos usados naquela estação, bem como as antigas passagens para usar o meio de transporte. O prédio é resguardado pelo IPHAN como uma forma de reconhecimento da sua importância e preservando-o para as gerações futuras.
O visitante terá a oportunidade de admirar a arquitetura do prédio, conhecer imagens e relíquias das primeiras décadas do século XIX. No pátio, vestígios de uma época áurea expressa nos trilhos centenários, na maria-fumaça e nas histórias de vida que em suas idas e vindas construíram às cidades do Maciço de Baturité.